# Skatuddens terminal

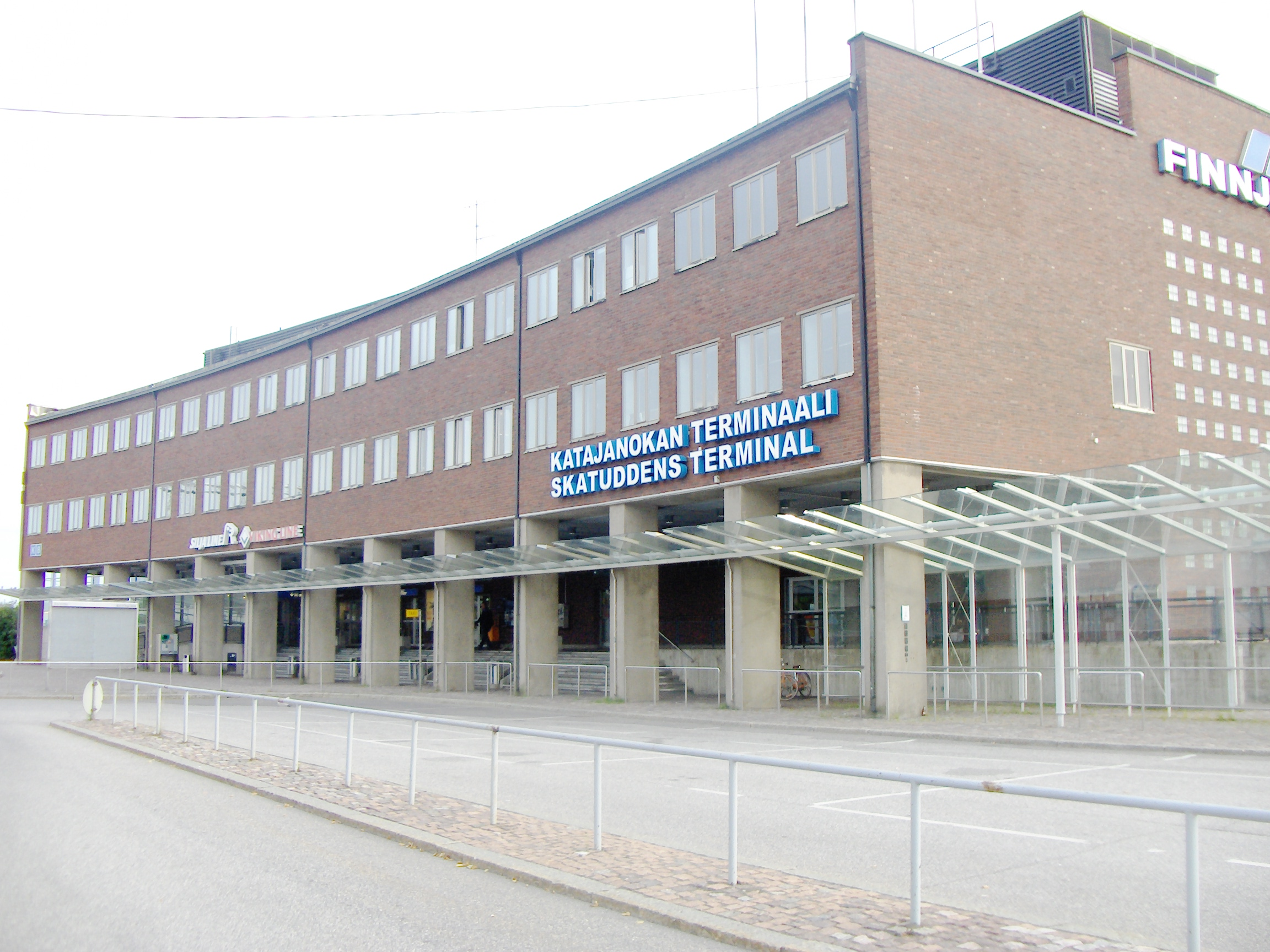
Skatuddens terminal i Helsingfors.

Skatuddens terminal är en färjeterminal i Södra hamnen i Helsingfors. Rederiet Viking Line driver linjetrafik härifrån till Stockholm i Sverige och Tallinn i Estland.
Terminalen var ursprungligen tullmagasin och färdigställdes till sin nuvarande funktion 1977, samma år inledde Finnjet trafik härifrån till Travemünde i Tyskland. Viking Line inledde redan 1974 trafik mellan Stockholm och Skatuddens kaj.

## Fartyg som trafikerar hamnen
| Fartygsvarv | Fartyg                | Rutt                            |
| ----------- | --------------------- | ------------------------------- |
| Viking Line | M/S Gabriella         | Helsingfors–Mariehamn–Stockholm |
| Viking Line | M/S Viking Cinderella | Helsingfors–Mariehamn–Stockholm |
| Viking Line | M/S Viking XPRS       | Helsingfors–Tallinn             |